# Epipterygium obovatum
Epipterygium obovatum är en bladmossart som beskrevs av Ryszard Ochyra 1990. Epipterygium obovatum ingår i släktet Epipterygium och familjen Bryaceae. Inga underarter finns listade i Catalogue of Life.